# 巨塔之后
《巨塔之后》，（英語：The Queen of Castle）是香港电视广播有限公司与优酷合作制作的医疗题材電視劇，由宣萱、陳展鵬、陳煒及劉佩玥領銜主演，總監製鍾澍佳。
此劇是TVB同行創新節目巡禮2025十三部劇集之一。

## 演員
下表列出本劇的主角群，表格外收錄的是其他掛名主演的演員資訊，並在其中精簡陳述有助於理解劇情大局的介紹。
| 演員   | 角色   | 角色性質   | 簡要介紹               |
| ------ | ------ | ---------- | ---------------------- |
| 宣萱   | 董一妍 | 第一女主角 |                        |
| 陳展鵬 | 戴德橋 | 男主角     | AKL投資銀行亞洲區總裁  |
| 陳煒   | 方欣   | 女主角     | 路沙馬集團主席         |
| 劉佩玥 | 文以珈 | 女主角     | 專打醫療事故官司的律師 |

- 吳若希飾兒童心理學名媛
- 張頴康
- 蔣家旻
- 陳楨怡
- 樂珈嘉
- 馮皓揚
- 黃庭鋒
- 康華
- 謝雪心
- 吳岱融
- 林景程
- 葉泓聲
- 杜燕歌
- 黎燕珊

### 其他演員
本章節收錄臨時演員、客串演員，或者其他對劇情影響較小的演員。
- 鍾鎮濤飾演王進濤
- 湯鎮業[3]
- 馬國明飾演王啟智
- 蕭正楠飾演王啟聰

### 辭演演員
張可頤在2024年6月11日辭演巨塔之后，據說開工之後並未現身過。辭演後演員替換成宣萱。接受採訪時，馬國明表示自己只是客串，對辭演的狀況並不清楚。